# وست برگهولت
وست برگهولت (به انگلیسی: West Bergholt) یک روستا و محله مدنی در بریتانیا است که در کولچستر واقع شده‌است. وست برگهولت ۳٬۳۴۴ نفر جمعیت دارد.